# Anthropoides
Anthropoides is een door sommige auteurs onderscheiden geslacht van vogels uit de familie kraanvogels (Gruidae). Het geslacht telt dan 2 soorten. In 2010 werden de resultaten gepubliceerd van een onderzoek naar de verwantschappen van de kraanvogels, op basis van genetisch materiaal. Daarmee werd aannemelijk dat de twee soorten het nauwst verwant zijn aan de Lelkraanvogel (Grus carunculata) die voorheen als Bugeranus carunculatus in het monotypische geslacht Bugeranus werd geplaatst, en dat dit laatste geslacht daarmee parafyletisch was. De drie soorten vormen samen een goed onderscheiden zustergroep van de soortengroep met Grus grus. De door de auteurs van de studie gekozen oplossing was om deze drie soorten niet in een eigen geslacht te plaatsen maar op te nemen in het geslacht Grus. De beide soorten uit het geslacht Anthropoides worden daarom sinds 2010 door de auteurs van de IOC World Bird Names in het geslacht Grus geplaatst.

## Soorten
- Anthropoides paradiseus – Stanleys kraanvogel
- Anthropoides virgo – Jufferkraanvogel